# Boris Nikolayevich Yeltsin
Boris Nikolaevich Yeltsin (tiếng Nga: Борис Николаевич Ельцин, IPA: [bɐˈrʲis nʲɪkɐˈlaɪvʲɪtɕ ˈjelʲtsɨn] ⓘ; sinh ngày 1 tháng 2 năm 1931 – mất ngày 23 tháng 4 năm 2007) là nhà hoạt động quốc gia, chính trị của Nga và Liên Xô. Ông là tổng thống đầu tiên của Nga, được bầu lên vị trí này 2 lần: ngày 12 tháng 6 năm 1991 và 16 tháng 6 – ngày 3 tháng 7 năm 1996. Ông ở vị trí này từ ngày 10 tháng 7 năm 1991 đến 31 tháng 12 năm 1999. Ông là một trong những chính trị gia nổi tiếng với tư tưởng "Tây hóa" và thường xuyên ủng hộ phương Tây trong nhiều vấn đề quốc tế, và cũng hay bổ nhiệm nhiều người thân phương Tây như ngoại trưởng Nga Andrei Kozyrev, thiếu tướng Alexander Korzhakov..., đối lập với chính phủ kiểu Nga của Putin sau này. Và cũng chính từ những việc làm đó đã góp phần vào sự mất ổn định kinh tế của nước Nga 1998 và là người cho xe tăng nả thẳng pháo vào tòa nhà quốc hội 1993.

## Tuổi trẻ
Boris Yeltsin sinh tại làng Butka, quận Talitsa ở Sverdlovsk Oblast Nga. Cha ông, Nikolai Yeltsin, bị kết tội xúi giục chống Xô viết năm 1934 và đã phải vào trại cải tạo (Gulag) trong ba năm. Sau khi được thả, ông thất nghiệp trong một khoảng thời gian và sau đó làm việc trong ngành xây dựng. Mẹ ông, Klavdiya Vasilyevna Yeltsina, làm thợ may. 

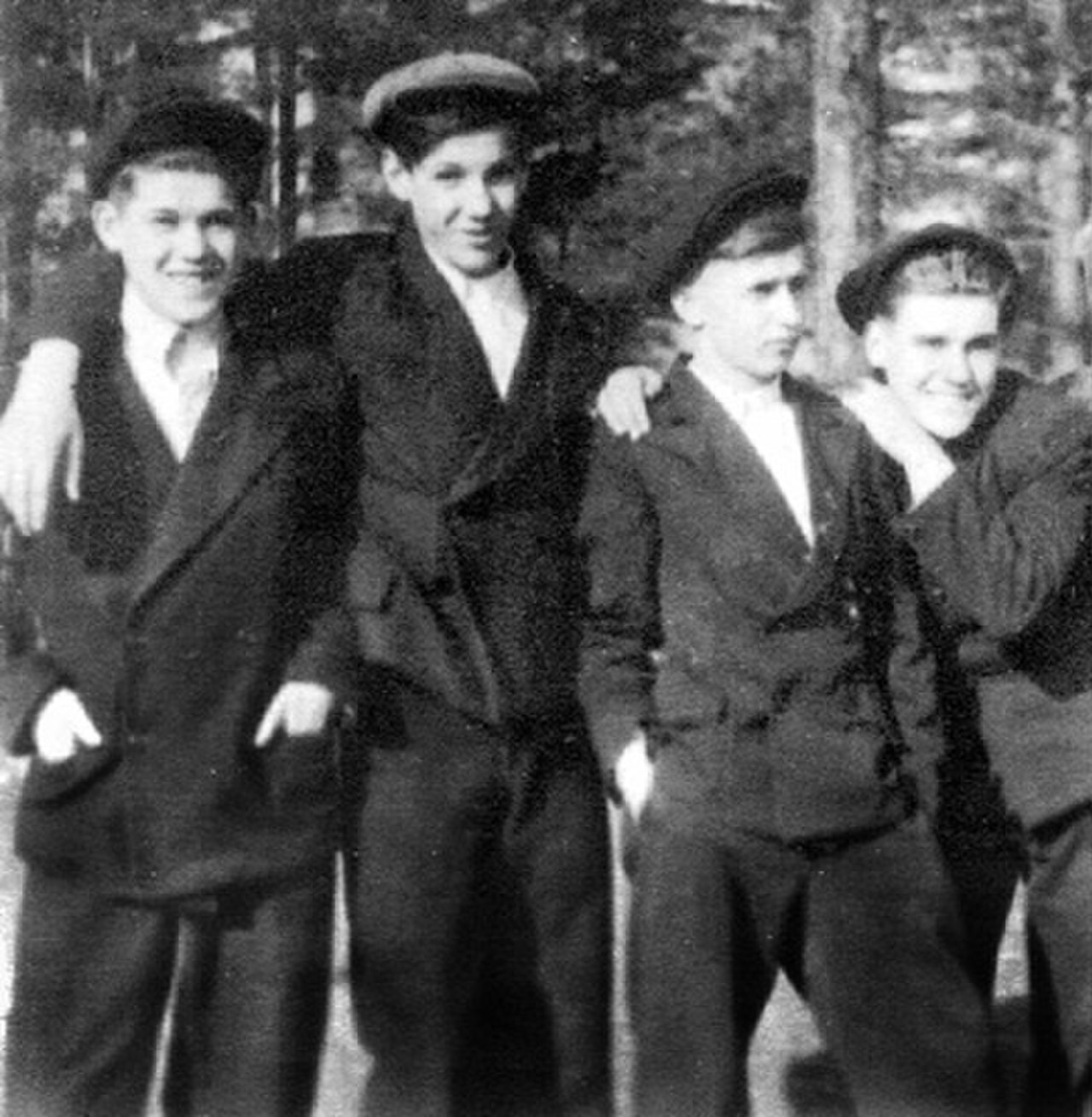
Yeltsin hồi trẻ, đứng thứ hai từ trái sang

Yeltsin học tại Trường trung học Pushkin ở Berezniki, Perm Krai. Ông học khá và trong suốt thời gian học sinh ông luôn là lớp trưởng (староста, starosta). Tuy nhiên, ông tuân thủ kỷ luật kém và hay tỏ ra ngang bướng. Ông tham gia vào các vụ đánh nhau trên đường phố và thường xuyên đối đầu với các giáo viên cũng như cha mình. Trong những sự kiện đó ông luôn là người chiến thắng. Vì vậy, sau khi thấy giấy chứng nhận kết quả học tập trong bảy năm của mình bị thu hồi, ông đã yêu cầu thành lập một ủy ban để điều tra trường hợp đó và cuối cùng cũng nhận được giấy chứng nhận ấy, người giáo viên chịu trách nhiệm việc này bị đuổi việc. Ông đỗ kỳ thi kết thúc 10 năm học khi còn chưa hoàn thành khóa học.
Ông rất ưa thích thể thao (đặc biệt là trượt tuyết, thể dục, bóng chuyền, các môn điền kinh, đấm bốc và đấu vật) dù đã mất hai ngón tay khi ông cùng một số người bạn chui vào một kho vũ khí của Hồng Quân lấy vài quả lựu đạn và chặt chúng ra.
Yeltsin được nhận bằng giáo dục cao học tại Viện Bách khoa Ural ở Sverdlovsk, ngành xây dựng, và tốt nghiệp năm 1955. Đề tài văn bằng của ông là "Tháp truyền hình".
Từ năm 1955 tới 1957 ông làm đốc công tại công ty xây dựng Uraltyazhtrubstroi. Từ 1957 đến 1963 ông làm việc tại Sverdlovsk và được thăng chức từ giám sát công trình lên lãnh đạo Ban giám đốc xây dựng công ty Yuzhgorstroi. Năm 1963 ông trở thành kỹ sư trưởng, và năm 1965 lãnh đạo Tổ hợp xây dựng nhà cửa Sverdlovsk. Ông bắt đầu được xếp vào hàng ngũ cán bộ nguồn (nomenclatura) của Đảng Cộng sản Liên Xô năm 1968 khi được chỉ định làm lãnh đạo phụ trách xây dựng bên trong Ủy ban vùng Sverdlovsk của Đảng. Năm 1975 ông trở thành bí thư ủy ban vùng và chịu trách nhiệm phát triển công nghiệp vùng.

## Sự nghiệp

### Thành viên Đảng cộng sản Liên Xô
Yeltsin từng là một thành viên Đảng cộng sản Liên Xô (CPSU) từ 1961 đến tháng 7 năm 1990, và đã bắt đầu làm việc trong bộ máy hành chính của đảng năm 1968. Sau này ông đã bình luận về các quan điểm cộng sản của mình:
 "Tôi đã chân thành tin tưởng vào các lý tưởng về sự công bằng do đảng tuyên truyền, và cũng có cảm giác ấy khi gia nhập đảng, nghiên cứu toàn bộ các hiến chương, các chương trình và các giáo điều, đọc lại các tác phẩm của Lênin, Marx và Engels." 
Năm 1977 với tư cách là lãnh đạo đảng tại Sverdlovsk, ông ra lệnh phá huỷ Ipatiev House nơi vị Sa hoàng cuối cùng bị ám sát. Ipatiev House bị phá hủy trong một đêm, rạng sáng ngày 18 tháng 9 năm 1977. Cũng trong thời gian Yeltsin nắm quyền ở Sverdlovsk, một tòa nhà lớn của Đảng cộng sản được xây dựng và được những người sống ở đó gọi là "Răng trắng". Trong 30 năm hoạt động với tư cách một đảng viên cộng sản, Yeltsin đã phát triển các mối quan hệ với những nhân vật chủ chốt bên trong cơ cấu quyền lực Xô viết.
Ông được chỉ định vào Bộ chính trị, và kiêm chức "Thị trưởng" Moskva (bí thư thứ nhất Đảng Cộng sản Liên Xô Ủy ban thành phố Moskva) từ 24 tháng 12 năm 1985 đến 1987. Ông được đề bạt lên tới các chức vụ đó nhờ Mikhail Gorbachev và Yegor Ligachev, những người tin tưởng rằng Yeltsin sẽ trở thành "người đằng mình". Yeltsin cũng được cấp một căn nhà ở thôn quê (dacha) trước kia từng là của Gorbachev. Trong thời gian này, Yeltsin tự thể hiện mình như một nhà cải cách và quần chúng (ví dụ, ông dùng xe điện bánh hơi đi làm), sa thải và cải tổ bộ máy nhân sự của mình nhiều lần. Những sáng kiến của ông gây được tiếng vang trong dân chúng Mátxcơva.
Năm 1987, sau một cuộc đối đầu với Yegor Ligachev, người theo đường lối cứng rắn, và cuối cùng là cả với Mikhail Gorbachev về vụ vợ Gorbachev, Raisa, dính vào các công việc nhà nước, Yeltsin bị hất khỏi các cương vị cao trong đảng. Ngày 21 tháng 10 năm 1987 trong phiên họp toàn thể Ủy ban trung ương Đảng Cộng sản Liên Xô, Yeltsin, không được Gorbachev đồng ý trước, to tiếng lên án Bộ chính trị. Ông bày tỏ sự bất bình với cả những bước tiến hành cải tổ chậm chạp trong xã hội và sự lệ thuộc của Tổng bí thư, sau đó đòi từ chức khỏi Bộ chính trị và nói thêm rằng Ủy ban thành phố sẽ quyết định việc ông có rời khỏi chức vụ bí thư thứ nhất Ủy ban đảng thành phố Mátxcơva. Trong phần trả lời của mình, Gorbachev đã buộc tội Yeltsin "non nớt về chính trị" và "hoàn toàn vô trách nhiệm", và đặt vấn đề bãi miễn chức vụ bí thư thứ nhất của Yeltsin tại phiên họp toàn thể Ủy ban đảng thành phố Mátxcơva. Không ai ủng hộ Yeltsin. Những lời chỉ trích Yeltsin tiếp tục diễn ra ngày 11 tháng 11 năm 1987 tại phiên họp của Ủy ban đảng thành phố Mátxcơva. Ông nhận rằng bài phát biểu của ông là một sai lầm. Yeltsin bị cách chức bí thư thứ nhất Ủy ban thành phố Mátxcơva. Ông không bị phát vãng hay bị bỏ tù như những trường hợp trước đó, nhưng bị giáng làm phó ủy viên thường trực Ủy ban nhà nước về Xây dựng. Sau khi bị cách chức, Yeltsin phải vào bệnh viện và theo như tin tức đưa ra (sau này đã được Nikolai Ryzhkov xác nhận) đã có ý định tự vẫn. Ông ở tình trạng rối loạn và nhục nhã nhưng đã bắt đầu sắp đặt kế hoạch trả thù. Cơ hội của ông đến khi Gorbachev thành lập Đại hội đại biểu nhân dân. Ông phục hồi chức vụ và bắt đầu chỉ trích mạnh mẽ Gorbachev, lấy sự chậm chạp trong quá trình cải tổ ở Liên Xô làm mục tiêu.
Những lời chỉ trích của Yeltsin nhắm vào Bộ chính trị và Gorbachev khiến ông phải chịu một chiến dịch bôi nhọ chống lại mình. Những người tổ chức chiến dịch bôi nhọ đó chắc chắn đã tin rằng việc tống khứ Yeltsin quá dễ dàng để thực hiện với những vụ scandal gây bởi cách cư xử vụng về của ông. Một bài báo trong tờ Pravda đã miêu tả ông say rượu tại một buổi thuyết trình trong chuyến thăm Hoa Kỳ, và một chương trình TV bình luận về bài diễn văn của ông dường như đã xác nhận thông tin này. Tuy nhiên, tình cảm bất mãn của dân chúng với chế độ đang rất mạnh mẽ, và bất kỳ một nỗ lực nào nhằm bôi nhọ Yeltsin chỉ càng khiến ông nổi tiếng hơn. Một tai nạn khác xảy ra với Yeltsin khi ông bị ngã từ một cây cầu. Bình luận về vụ này, Yeltsin bóng gió ám chỉ rằng ông bị ngã vì những kẻ thù của perestroika. Tuy nhiên, những người đối lập với ông lại cho rằng đó chỉ đơn giản vì ông say rượu.

### Tổng thống Chính phủ lâm thời Liên bang Nga
Tháng 3 năm 1989, Yeltsin được bầu vào Đại hội đại biểu nhân dân với tư cách đại biểu quận Moskva và giành được ghế trong Xô viết tối cao. Tháng 5 năm 1990, ông được bầu làm chủ tịch Đoàn chủ tịch Xô viết tối cao Liên bang Cộng hòa Xã hội chủ nghĩa xô viết Nga (RSFSR). Ông được cả những thành viên theo hướng dân chủ và bảo thủ trong Xô viết tối cao, đang tìm cách nắm thêm quyền lực trong tình hình chính trị biến động của đất nước, ủng hộ. Một phần trong cuộc đấu tranh giành quyền lực đó là sự đối đầu giữa các cơ cấu quyền lực Liên bang Xô viết và Liên bang Cộng hòa Xã hội chủ nghĩa Xô viết Nga. Trong một nỗ lực nhằm giành thêm quyền lực vào tay mình, ngày 12 tháng 6 năm 1990, Đại hội đại biểu nhân dân RSFSR đã đồng ý đưa ra một tuyên bố về chủ quyền và Yeltsin rời khỏi Đảng cộng sản tháng 7 năm 1990.
Ngày 12 tháng 6 năm 1991, Yeltsin thắng 57% số phiếu bầu trong cuộc bầu cử tổng thống dân chủ của nhà nước cộng hòa Nga, đánh bại ứng cử viên được Gorbachev hậu thuẫn, Nikolai Ryzhkov. Trong chiến dịch tranh cử của mình, Yeltsin đã chỉ trích "sự chuyên chính của trung ương", nhưng không đưa ra đề xuất về một nền kinh tế thị trường. Thay vào đó, ông nói rằng mình sẽ đưa đầu vào đường ray tàu hỏa nếu giá cả tăng lên. Yeltsin nhậm chức ngày 10 tháng 7.
Ngày 18 tháng 8 năm 1991, một vụ đảo chính lật đổ Gorbachev do những người cộng sản theo đường lối cứng rắn dưới sự lãnh đạo của Vladimir Kryuchkov diễn ra. Gorbachev bị giữ tại Krym trong khi Yeltsin chạy vội tới Nhà Trắng Nga (trụ sở Xô viết tối cao RSFSR) ở Mátxcơva để dẹp cuộc đảo chính.
Trong việc đánh bại đảo chính có vai trò nổi bật của Boris Yeltsin, người đã huy động dân chúng tụ tập quanh Nhà Trắng, trụ sở chính phủ Nga. Nhà trắng bị quân đội bao vây nhưng quân đội đã dừng lại khi đối diện với những cuộc tuần hành lớn của người dân. Yeltsin đã phản ứng với cuộc đảo chính bằng một bài diễn văn đáng nhớ trên tháp pháo một chiếc xe tăng. Thực ra chính tình báo Mỹ đã thông đồng với Boris Yeltsin và báo trước cho ông ta biết về những kế hoạch quan trọng của phe đối lập, giúp ông ta giành thắng lợi trong cuộc đối đầu với Ủy ban nhà nước về tình trạng khẩn cấp do CIA đã đặt máy nghe trộm ngay dưới chân điện Kremli. Đích thân tổng thống Mỹ George Bush (cha) và thủ tướng Anh là John Major đã gọi điện báo trước về âm mưu đảo chính và thúc giục Yeltsin phải có hành động nhằm tranh thủ sự đồng tình và nắm chắc quân đội. A. Shcherbatov - Chủ tịch Liên minh các quý tộc Nga ở Mỹ, đã tiếp xúc với Đại sứ Mỹ Robert Strauss tại Liên Xô khi đó và đã bay từ Mỹ về Moskva vào đúng ngày xảy ra cuộc đảo chính. Ông kể: "Tôi đã cố tìm hiểu các chi tiết về cuộc đảo chính. Sau đó vài ngày, tôi biết được nhiều điều: CIA đã chuyển tiền qua Đại sứ Strauss cho các tướng lĩnh quân đội mà ông ta đã mua chuộc được: Các sư đoàn lính dù Taman và Dzerzhisk đã đứng về phía Yeltsin." Cho đến tận sau này, khi sự việc bị lộ ra, nhiều người Nga vẫn đánh giá Boris Yeltsin rất tiêu cực vì sự thông đồng của ông ta với tình báo nước ngoài.
Tới ngày 21 tháng 8, đa số lãnh đạo cuộc đảo chính đã phải bỏ chạy khỏi Mátxcơva và Gorbachev đã được rời khỏi Krym và sau đó quay lại Mátxcơva. Dù đã quay lại vị trí, quyền lực của Gorbachev đã bị tổn hại nghiêm trọng. Cả cơ cấu quyền lực Liên bang và của nước Nga đều không còn chú ý đến ông khi sự ủng hộ đã chuyển sang cho Yeltsin. Trong mùa thu năm 1991, chính phủ Nga dần kiểm soát toàn bộ chính phủ liên bang, nắm dần từng bộ. Tháng 11 năm 1991, Yeltsin ra một nghị định cấm Đảng cộng sản trên toàn bộ RSFSR.
Đầu tháng 12 năm 1991, Ukraina trưng cầu dân ý giành lại độc lập từ Liên bang Xô viết. Một tuần sau, ngày 8 tháng 12, Yeltsin gặp gỡ tổng thống Ukraina Leonid Kravchuk và nhà lãnh đạo Belarus, Stanislau Shushkevich, tại Belovezhskaya Pushcha, nơi ba vị tổng thống tuyên bố sự giải tán của Liên bang Xô viết và việc họ sẽ thành lập một Cộng đồng các quốc gia độc lập (CIS) với sự tham gia tình nguyện để thay thế. Theo Mikhail Gorbachev, vị tổng thống Liên bang Xô viết ở thời điểm ấy, Yeltsin đã giữ bí mật các kế hoạch về cuộc gặp tại Belovezhskaya và mục đích chính của việc tuyên bố giải tán là để tống khứ Gorbachev, người ở thời điểm ấy đã bắt đầu khôi phục quyền lực sau các sự kiện tháng 8. Mikhail Gorbachev cũng buộc tội Yeltsin vi phạm ước nguyện của nhân dân đã được thể hiện trong một cuộc trưng cầu dân ý về giữ nguyên Liên bang Xô viết, trong đó đa số dân cư đã bỏ phiếu thuận.
Ngày 24 tháng 12, Liên bang Nga nắm ghế của Liên Xô tại Liên Hợp Quốc. Ngày hôm sau, Tổng thống Gorbachev từ chức và Liên bang xô viết chấm dứt tồn tại (xem Sự sụp đổ của Liên bang Xô viết), và vì thế cũng chấm dứt chế độ cộng sản lớn nhất và có nhiều ảnh hưởng nhất trên thế giới. Các mối quan hệ kinh tế giữa các nước cộng hòa cũ của Liên bang Xô viết bị tổn hại nghiêm trọng. Hàng triệu người gốc Nga bỗng thấy mình đang sống tại một trong những "nước ngoài" vừa được thành lập.

### Tổng thống Nga thời hậu Xô viết
Sau khi Liên bang Xô viết tan rã, việc tăng cường quá trình tái cơ cấu kinh tế trở thành một trong những ưu tiên hàng đầu của Yeltsin và chính phủ của ông đã tiến hành một chiến dịch tư nhân hóa ồ ạt các doanh nghiệp nhà nước. Tuy nhiên, sự thiếu khả năng của chính phủ cũng như những hành động mang tính phá hoại do các lực lượng ủng hộ lạm phát đưa ra khiến nền kinh tế Nga càng suy sụp thêm. Đất nước nhanh chóng rơi vào tình trạng hỗn loạn trong thời gian diễn ra quá trình tái phân phối tài sản quốc gia. Những thành viên cũ của Đảng cộng sản và Đoàn thanh niên cộng sản, đa số họ vẫn còn đang nắm quyền lực trong các cơ cấu của chính phủ mới, có được thời cơ thuận lợi nhất nhằm chiếm đoạt những khối tài sản khổng lồ. Cùng khi ấy, những nhà doanh nghiệp trên khắp đất nước bắt đầu có cơ hội xây dựng doanh nghiệp của riêng mình.
Chương trình cải cách của Yeltsin bắt đầu có hiệu lực ngày 2 tháng 1 năm 1992 (xem Cải cách kinh tế Nga trong thập kỷ 1990 để biết thêm các thông tin chi tiết). Một thời gian ngắn sau đó, giá cả tăng với tốc độ chóng mặt, chi tiêu chính phủ bị hạn chế, và những loại thuế cao mới bắt đầu có hiệu lực. Một cuộc khủng hoảng tài chính khiến nhiều ngành công nghiệp phải đóng cửa và gây ra tình trạng giảm phát kéo dài. Những người quản lý chính sách tín dụng của chính phủ Yeltsin trong thời gian này đã kiếm được những khoản tiền lớn nhờ các quyền lực về tín dụng. Cùng khi ấy, tiết kiệm ngân hàng của người dân thường nhanh chóng tan biến cùng với lạm phát.
Nhiều nhà chính trị nhanh chóng tự tách biệt mình khỏi chương trình của Yeltsin; và ngày càng tham gia vào cuộc đối đầu chính trị giữa một bên là Yeltsin, và những người đối lập chính trị phản đối cuộc cải cách triệt để nền kinh tế ở phía kia. Cả hai phía đều cáo buộc nhau tham nhũng. Aleksandr Rutskoy, người cầm đầu một ủy ban chống tham nhũng, đã tuyên bố thu thập được "mười một cặp" hồ sơ cho thấy các hành động tội phạm của những kẻ thân tín với Yeltsin: cựu quyền thủ tướng (sau này là phó thủ tướng) Yegor Gaidar, thư ký quốc gia Gennady Burbulis, bộ trưởng thông tin và báo chí Mikhail Poltoranin và các cựu phó thủ tướng Vladimir Shumeiko và Alexander Shokhin, chủ tịch Ủy ban Tài sản Nhà nước Anatoly Chubais và bộ trưởng ngoại giao Andrey Kozyrev. Trong số 51 trường hợp Rutskoy báo cáo lên Tòa án Nhà nước, sau này 45 vụ đã được chứng minh là đúng sự thực. Để trả đũa, Yeltsin cách chức chủ tịch ủy ban chống tham nhũng của Aleksandr Rutskoy và buộc tội ông này tham nhũng cũng như có một tài khoản trong nhà băng Thụy Sĩ. Các cáo buộc đó sau này đã được chứng minh là không có cơ sở.
Suốt năm 1992, những sự chống đối với các chính sách cải cách của Yeltsin ngày càng mạnh mẽ trong số những người có tâm huyết với tình hình công nghiệp đất nước, trong số những vị thống đốc vùng muốn có được sự độc lập lớn hơn từ Moskva và trong số những đối thủ của ông đang đấu tranh cho phần của họ từ tài sản nhà nước. Phó tổng thống Nga, Aleksandr Rutskoy, đã tố cáo chương trình của Yeltsin là cuộc "diệt chủng kinh tế." Các vị lãnh đạo tại các nước cộng hòa nhiều dầu mỏ như Tatarstan và Bashkiria kêu gọi giành lấy độc lập hoàn toàn từ nước Nga.
Cũng trong suốt cả năm 1992, Yeltsin đương đầu với Xô viết Tối cao và Đại hội đại biểu nhân dân toàn Nga nhằm giành kiểm soát toàn bộ chính phủ, lĩnh vực hoạch định chính sách chính phủ, lĩnh vực ngân hàng chính phủ và tài sản chính phủ. Trong năm này, người phát ngôn Xô viết tối cao Nga, Ruslan Khasbulatov ra mặt chống đối các cuộc cải cách, dù vẫn tuyên bố ủng hộ các mục tiêu nói chung của Yeltsin. Tháng 12 năm 1992, Đại hội đại biểu nhân dân lần thứ bảy thắng lợi trong việc hạ bệ ứng cử viên được Yeltsin hậu thuẫn là Yegor Gaidar khi ông này tranh chức Thủ tướng Nga.
Cuộc tranh chấp càng gay gắt ngày 20 tháng 3 năm 1992 khi Yeltsin, trong một lần phát biểu trên truyền hình quốc gia, đã thông báo rằng ông đang chuẩn bị nắm lấy một số "quyền lực đặc biệt" nhằm tiến hành các chương trình cải cách của ông. Đối lại, Đại hội đại biểu nhân dân vội vàng kêu gọi nhóm họp phiên thứ 9 nhằm phế bỏ chức vụ tổng thống của Yeltsin theo lời buộc tội ngày 26 tháng 3 năm 1993. Các đối thủ của Yeltsin có được hơn 600 phiếu thuận cho lời buộc tội này, nhưng vẫn còn thiếu 72 phiếu để đạt tới đa số hai phần ba cần thiết. Hơn nữa, ngày 25 tháng 4 năm 1993 Yeltsin giành chiến thắng trong cuộc trưng cầu dân ý về lòng tin của người dân đối với ông cũng như chương trình cải cách nghị viện của ông.
Ngày 21 tháng 9 năm 1993, Yeltsin giải tán Xô viết tối cao và Đại hội đại biểu nhân dân bằng nghị định, trái với Hiến pháp Nga năm 1978, được cập nhật năm 1991, nói rằng:
Điều 121-6. Các quyền lực của Tổng thống Liên bang Nga không thể được sử dụng để thay đổi nhà nước và tổ chức nhà nước Liên bang Nga, để giải tán hay cản trở hoạt động của bất kỳ một tổ chức quyền lực nhà nước nào được bầu ra; nếu không, Tổng thống sẽ ngay lập tức mất quyền lực của mình.
Nghị định của Yeltsin quy định giai đoạn chuyển tiếp cho tới cuộc bầu cử nghị viện mới, Duma Quốc gia và trưng cầu dân ý về một hiến pháp mới. Nghị định này đã gây ra cuộc Khủng hoảng hiến pháp Nga 1993 và chỉ kết thúc với một cuộc tranh giành quân sự tại Mátxcơva, khiến 187 người thiệt mạng, Xô viết tối cao tuyên bố tước bỏ chức vụ tổng thống của Yeltsin, vì vi phạm hiến pháp, và Phó tổng thống Rutskoy tuyên thệ nhậm chức tổng thống tạm quyền. Toà án hiến pháp xác nhận những hành động đó là hợp hiến. Tuy nhiên, cùng với sự hỗ trợ của truyền thông và quân đội, Yeltsin nắm quyền kiểm soát, tìm cách cô lập nghị viện bằng cả sức mạnh và truyền thông. Sau hai tuần cuộc khủng hoảng biến thành những cuộc ẩu đả đẫm máu trên đường phố, toà nhà nghị viện bị ném bom và chiếm giữ, các lãnh đạo nghị viện bị bắt giam.
Các cuộc bầu cử Duma Quốc gia mới được tổ chức ngày 12 tháng 12 năm 1993, trong đó Đảng Dân chủ Tự do Nga cánh hữu và Đảng cộng sản Nga có được số ghế cao, trái ngược với đảng "Sự lựa chọn của nước Nga" được Yeltsin ủng hộ. Tuy nhiên, cuộc trưng cầu dân ý được tổ chức cùng thời điểm đó đã thông qua hiến pháp mới, theo đó mở rộng quyền lực tổng thống, trao cho ông quyền chỉ định các thành viên chính phủ, bãi nhiệm thủ tướng, và, trong một số trường hợp, giải tán Duma.
Dù có những nỗ lực "cải thiện" chính phủ, mạng lưới các thể chế chính phủ Nga vẫn hầu như đông đảo tương đương thời kỳ Xô viết. Chính phủ có hàng nghìn công chức quan liêu dính líu nặng nề tới hối lộ và tham nhũng.
Việc tư nhân hoá tài sản quốc gia năm 1993 là một sự kiện rất đáng chú ý. Về mặt chính thức, quá trình tư nhân hoá được coi là một sự phân chia công bằng tài sản quốc gia cho các công dân. Trên thực tế, những người dân thường hầu như chỉ có được những chứng từ vô giá trị (một chứng từ chỉ tương đương một chai vodka), trong khi những người có địa vị trong cơ cấu chính phủ chiếm được những khoản gia tài kếch sù. Trong nhiều trường hợp, họ là những người cộng sản cũ có được vị trí này nhờ các quan hệ với chính phủ. Việc tư nhân hoá được quảng cáo là một phần của cuộc đấu tranh chống lại các lực lượng muốn tái lập chủ nghĩa cộng sản trong nước.
Sau khi giành được quyền lực tuyệt đối trong nước, Yeltsin bị cho là đã vi phạm pháp luật khi chỉ định những người họ hàng của mình vào các vị trí chủ chốt trong chính phủ. Con gái ông, Tatyana Dyachenko, một người lập chương trình máy tính, trở thành cố vấn tổng thống năm 1996. Những hành động đó vi phạm trực tiếp vào Luật pháp Liên bang Nga "Về Chức vụ Quốc gia", nói rằng:
Điều 21. Một công dân không thể được chấp nhận giữ một chức vụ nhà nước trong trường hợp người đó là người thân của một quan chức nhà nước và công việc của một người nằm dưới sự quản lý trực tiếp của người kia.
Trong nhiệm kỳ tổng thống của Yeltsin, nhiều cách cư xử vụng về của ông được dân chúng biết tới rộng rãi. Ngày 29 tháng 8 năm 1994, Yeltsin đã thử chỉ huy trực tiếp một giàn giao hưởng trong chuyến viếng thăm Đức của mình. Tình trạng của ông ở thời điểm đó được các nhà báo tường thuật là "thiếu nghiêm chỉnh". Tình tiết này đã được ghi lại. Tháng 9 năm 1994 (theo Tướng Alexander Korzhakov), Yeltsin đã ra lệnh ném thư ký báo chí của mình là Vyacheslav Kostikov xuống sông Volga để làm nhục ông. Ngày 30 tháng 9 năm 1994, Yeltsin không thể ra khỏi máy bay để dự cuộc gặp gỡ chính thức với Thủ tướng Ireland. Những lời giải thích chính thức sau đó nói rằng ông ta ngủ quên.
Tháng 12, 1994, Yeltsin ra lệnh cho quân đội tiến vào Chechnya trong một nỗ lực nhằm tái lập quyền kiểm soát của Mátxcơva với nước cộng hoà li khai này. Sau này Yeltsin đã rút các lực lượng liên bang khỏi Chechnya theo một thoả thuận hoà bình năm 1996 do Aleksandr Lebed khi ấy là thư ký an ninh quốc gia, dàn xếp. Thoả thuận cho phép Chechnya có quyền tự trị rộng rãi hơn nhưng không được hoàn toàn độc lập; xem Chiến tranh Chechnya lần thứ nhất.
Tháng 7, 1996, Yeltsin thắng cử nhiệm kỳ thứ hai với sự hỗ trợ tài chính từ phía các đầu sỏ chính trị, những người đã trở nên giàu có nhờ các mối quan hệ với bộ máy của Yeltsin. Theo Tướng Korzhakov, Roman Abramovich là người quản lý tài chính chính của gia đình Yeltsin. Cũng có lời đồn đại rằng Yeltsin đã bảo vệ Abramovich khỏi bị truy tố vì nhiều hành vi phạm tội khác từ ăn cắp nhiên liệu diesel tới việc dàn xếp chiếm Sibneft một cách trái luật. Dù chỉ có được 35% số phiếu ở vòng đầu tiên cuộc bầu cử năm 1996, Yeltsin đã đánh bại đối thủ cộng sản Gennady Zyuganov trong cuộc đối đầu trực tiếp năm đó. Cuối năm này, Yeltsin phải trải qua một cuộc phẫu thuật đường rẽ (bypass) tim và phải ở trong bệnh viện nhiều tháng.
Trong nhiệm kỳ tổng thống của Yeltsin, ông đã nhận được 40 tỷ dollar Mỹ từ IMF và các tổ chức tài chính quốc tế khác để ủng hộ ông về mặt chính trị và giúp nền kinh tế Nga. Một số người tin rằng việc vay tiền từ IMF chỉ một thời gian ngắn trước khi rơi vào tình trạng vỡ nợ năm 1998 là một âm mưu đã được tính toán kỹ lượng từ trước.
Năm 1998, một cuộc khủng hoàng kinh tế và chính trị xuất hiện khi chính phủ Yeltsin không thể trả nổi các khoản nợ của mình, gây ra tình trạng hoảng loạn trên các thị trường tài chính và khiến đồng tiền tệ quốc gia, đồng rúp mất giá.
Ngày 15 tháng 5 năm 1999, Yeltsin lại vượt qua được một nỗ lực khác nhằm buộc tội ông, lần này bởi những đối thủ dân chủ và cộng sản bên trong Duma Quốc gia. Ông bị buộc nhiều tội vi hiến, quan trọng nhất là đã ký kết các thoả thuận tại Belovezhskaya Puscha, giải tán Liên bang xô viết vào tháng 12, 1991, vụ đảo chính tháng 10, 1993 và gây ra cuộc chiến ở Chechnya năm 1994. Không một lời buộc tội nào ở trên nhận được đủ đa số hai phần ba tại Duma để bắt đầu một tiến trình luận tội tổng thống.
Ngày 9 tháng 8 năm 1999 Yeltsin cách chức thủ tướng Sergei Stepashin, và là lần thứ tư, cách chức toàn bộ nội các. Trong cả cuộc đời mình, Yeltsin luôn nổi tiếng là người bốc đồng trong việc cách chức và cải tổ lại bộ máy nhân sự của mình. Ông chỉ định Vladimir Putin, một người khá kín tiếng ở thời điểm ấy làm thủ tướng và thông báo ý định muốn đưa Putin làm người kế vị mình.
Trong cuộc Chiến tranh Kosovo năm 1999, Yeltsin mạnh mẽ phản đối chiến dịch quân sự của NATO chống lại Nam Tư và cảnh báo Nga có thể can thiệp nếu NATO triển khai bộ binh tới Kosovo.
Yeltsin tiếp tục giữ chức tổng thống Nga tới ngày 31 tháng 12 năm 1999, nhưng các sự kiện năm 1991 đã chứng tỏ là đỉnh cao sự nghiệp của ông, cả về mặt lịch sử và cá nhân. Tỷ lệ ủng hộ ông giảm xuống chỉ còn 5% trong những tháng cuối cùng. Được con gái là Tatyana Dyachenko thuyết phục, ông từ chức ngày 31 tháng 12 năm 1999, và theo Hiến pháp Nga, Thủ tướng Vladimir Putin trở thành tổng thống tạm quyền cho tới khi các cuộc bầu cử mới được tổ chức ngày 26 tháng 3 năm 2000.
Một điều kiện được cho là cần thiết để Putin có được sự hậu thuẫn của Yeltsin là Putin phải đảm bảo rằng Yeltsin cũng như toàn bộ các thành viên "Gia đình" (một thuật ngữ thông dụng chỉ những nhân vật thân thiết với chính phủ trong nhiệm kỳ của ông) sẽ không bị Putin truy tố sau khi trở thành tổng thống vì tội sử dụng quân đội trái hiến pháp chống lại nghị viện hợp pháp, vi phạm các điều luật, tham nhũng, ăn hối lộ hay lừa dối.

## Chứng nghiện rượu của Yeltsin
Theo nhiều bản báo cáo, Yeltsin là người uống rượu nhiều. Hơn nữa, chứng nghiện rượu của ông đóng vai trò quan trọng trong những quyết định có tầm ảnh hưởng lớn đối với nước Nga và toàn thể thế giới:
- Năm 1989, Yeltsin tới Hoa Kỳ để thực hiện một loạt những bài phát biểu về đời sống xã hội và chính trị tại Liên bang xô viết. Chuyến đi ấy được một bài báo trong tờ La Repubblica, Italia miêu tả là thảm hoạ. Bài báo viết rằng Yeltsin thường xuất hiện trong tình trạng say rượu trước công chúng. Nó đã được tờ Pravda đăng tải lại.
- Theo Trợ lý ngoại trưởng Hoa Kỳ Strobe Talbott, Tổng thống Bill Clinton đã biết được về chứng nghiện rượu của Yeltsin trong cuộc nói chuyện điện thoại đầu tiên của họ khi Yeltsin gọi tới chúc mừng nhân Ngày lễ nhậm chức của ông năm 1993. Yeltsin khi ấy đang say rượu. Ông cũng say rượu trong cuộc gặp thượng đỉnh đầu tiên với Clinton tại Vancouver. Talbott nhớ lại rằng Yeltsin đã rất say khi ông tới sân bay vào tháng 9 năm 1994 tới mức ông có thể ngã khỏi máy bay. Trong đêm ấy Yeltsin loạng choạng đi quanh với độc chiếc quần lót và kêu gào đòi bánh pizza. Theo Talbott, đó là một vấn đề lớn và họ đã phải làm hết sức để che giấu nó trước công chúng. Những cuộc điện đàm tới Yeltsin được sắp xếp thời gian để tránh khi ông uống rượu. Trong vụ ném bom Kosovo, Yeltsin, rõ ràng đang say rượu, đã đề xuất rằng ông và Clinton nên gặp nhau trên một chiếc tàu ngầm.
- Ngày 30 tháng 9 năm 1994, ông dự định gặp gỡ Taoiseach Albert Reynolds, nhà lãnh đạo Ireland. Ông đã không thể ra khỏi máy bay và để những vị chủ nhà Ireland phải đứng trơ ở đó. Theo tuyên bố chính thức, ông đang mệt và ốm.
- Việc phác họa Yeltsin như một người nghiện rượu trong show truyền hình "Kukly" của Victor Shenderovich khiến đã xảy ra một cuộc điều tra hình sự, nhưng sau này nó đã bị bãi bỏ.
- Gwynne Dyer, một nhà báo độc lập tại London, đã bình luận trên tờ Moscow Times ngày 13 tháng 4 năm 1999:

 "Tôi đã nhìn thấy Tổng thống Boris Yeltsin say rượu và tôi cũng chắc chắn rằng mình đã nhìn thấy ông ở tình trạng tỉnh táo, nhưng trừ khi ông làm một việc rõ ràng như ký cái gì đó hay ngã, thì ta cũng cần một khoảng thời gian để quyết định: cả ngôn ngữ thân thể và các kiểu mẫu phát biểu của ông đều có khuynh hướng che giấu đi vấn đề." 

## Cuộc sống sau khi từ chức

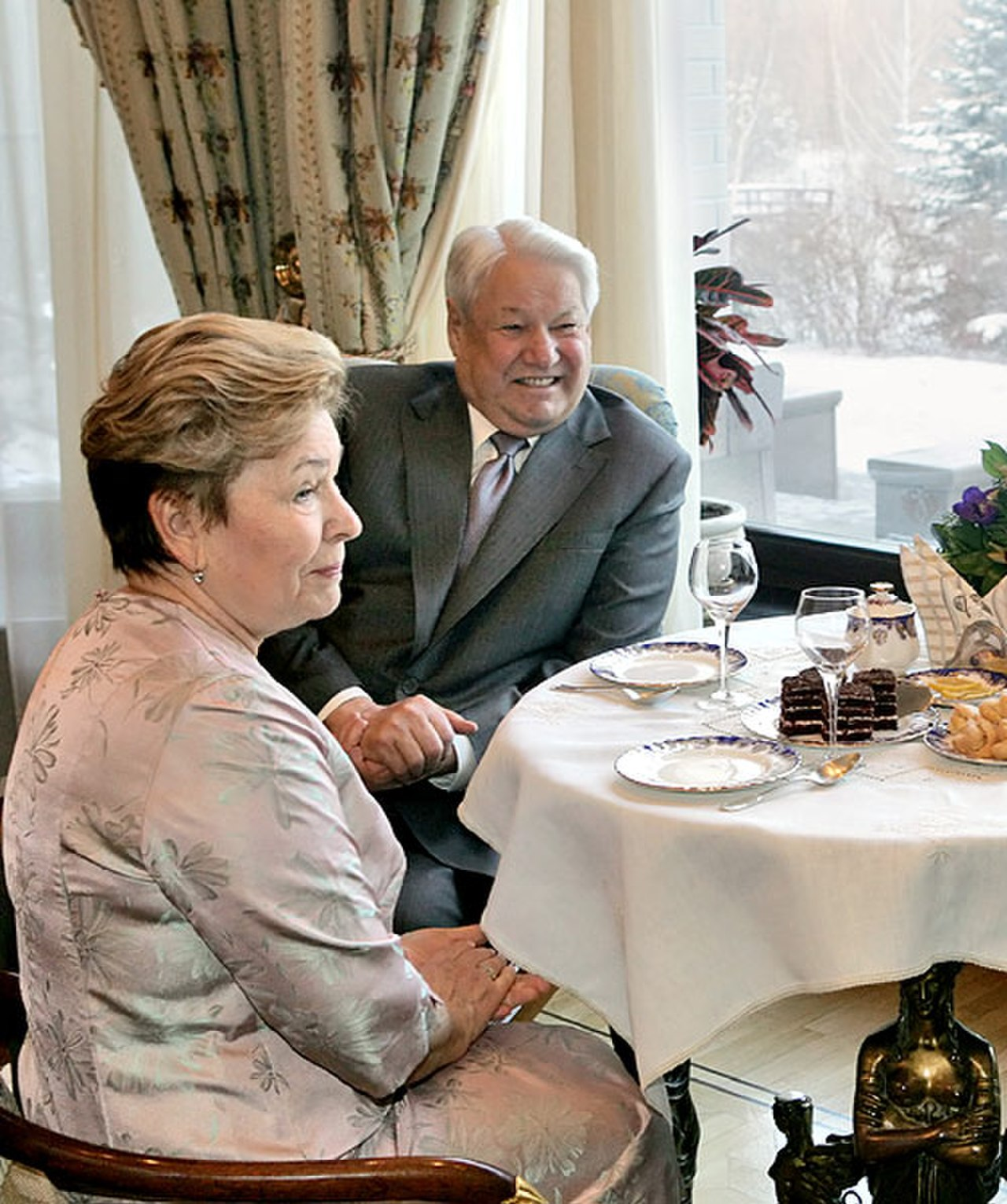
Boris Yeltsin và vợ, bà Naina Yeltsina nhân dịp sinh nhật ông 75 tuổi

Các vấn đề cá nhân và sức khỏe của Yeltsin được các phương tiện truyền thông thế giới rất chú ý. Cùng với thời gian, ông ngày càng trở thành một vị lãnh đạo hay thay đổi, và không còn là nhân vật gây nhiều cảm xúc của dư luận như trước nữa. Khả năng ông chết khi đang giữ chức đã được bàn luận nhiều lần.
Yeltsin khá kín tiếng từ khi từ chức, hầu như không xuất hiện và đưa ra những lời bình luận trước công chúng. Tuy nhiên, vào ngày 13 tháng 9 năm 2004, sau Vụ khủng hoảng con tin trường học Beslan, và những vụ tấn công khủng bố mới diễn ra ở Mátxcơva, Putin đã đưa ra sáng kiến thay thế việc bầu cử các thống đốc bằng một hệ thống theo đó họ sẽ được tổng thống chỉ định trực tiếp và được hội đồng lập pháp vùng thông qua. Yeltsin, cùng với Mikhail Gorbachev, đã công khai chỉ trích kế hoạch của Putin như một bước xa rời dân chủ tại Nga và quay lại với tình trạng chính trị tập trung trung ương thời kỳ Xô viết.
Tháng 10 năm 2005, Yeltsin đã trải qua một cuộc giải phẫu hông tại Mátxcơva sau khi bị gãy xương đùi vì bị ngã trong một kỳ nghỉ ở đảo Sardinia, Itala.
Yeltsin và các thành viên gia đình từng tham dự vào bộ máy chính quyền của ông có một cuộc sống dễ chịu và giàu có. Sự giàu có họ có được thông qua việc tham dự vào các cơ cấu chính phủ vượt xa số lương họ có thể nhận được. Ví dụ, năm 1996 họ sở hữu hai thuyền buồm tốc độ cao với giá 450.000 dollar Mỹ, được một công ty Thụy Sĩ chế tạo riêng cho họ. Họ cũng được cho là đang sở hữu một biệt thự tại Pháp trị giá 11 triệu dollar và các cơ sở đua ngựa đắt tiền khác. Việc cháu trai Yeltsin đi học tại Anh Quốc trong giai đoạn giữa những năm 1990 tiêu tốn khoảng 25.000 dollar một năm. Theo tướng Alexander Korzhakov, Roman Abramovich điều hành công việc tài chính của gia đình Yeltsin.
Ngày 1 tháng 2 năm 2006, Yeltsin đã mừng sinh nhật thứ 75 của mình. Ông đã lợi dụng cơ hội này để chỉ trích sự "độc quyền" trong chính sách đối ngoại của Mỹ, và bình luận rằng Vladimir Putin chính là sự lựa chọn đúng đắn cho nước Nga. Ông cũng bác bỏ những lời buộc tội tham nhũng và cho rằng thuật ngữ "gia đình" không hề có ý nghĩa gì hết.
Ông qua đời ngày 23-04-2007, thọ 76 tuổi.

## Sự nghiệp viết lách
- «Lời thú tội cho đề tài được cho» (1990) — tiểu sử, chuyện về ban bầu cử đại biểu nhân dân.
- «Ghi chép của Tổng thống» (1994)
- «Marathon Tổng thống» (2000) — về cuộc bầu cử và nhiệm kỳ Tổng thống thứ hai, ra mắt ngay sau khi từ chức.